# توم هال (لاعب كرة قدم أمريكية)
توم هال (بالإنجليزية: Tom Hall)‏ هو لاعب كرة قدم أمريكية أمريكي، ولد في 3 أبريل 1940 في ويلمنغتون في الولايات المتحدة، وتوفي في 14 ديسمبر 2017.

## وصلات خارجية
- توم هال على موقع مرجع كرة القدم المحترفة.كوم (الإنجليزية)
- توم هال على موقع قاعة ديلاوير للمشاهير الرياضية (الإنجليزية)